# Synagoge (Dzierżoniów)

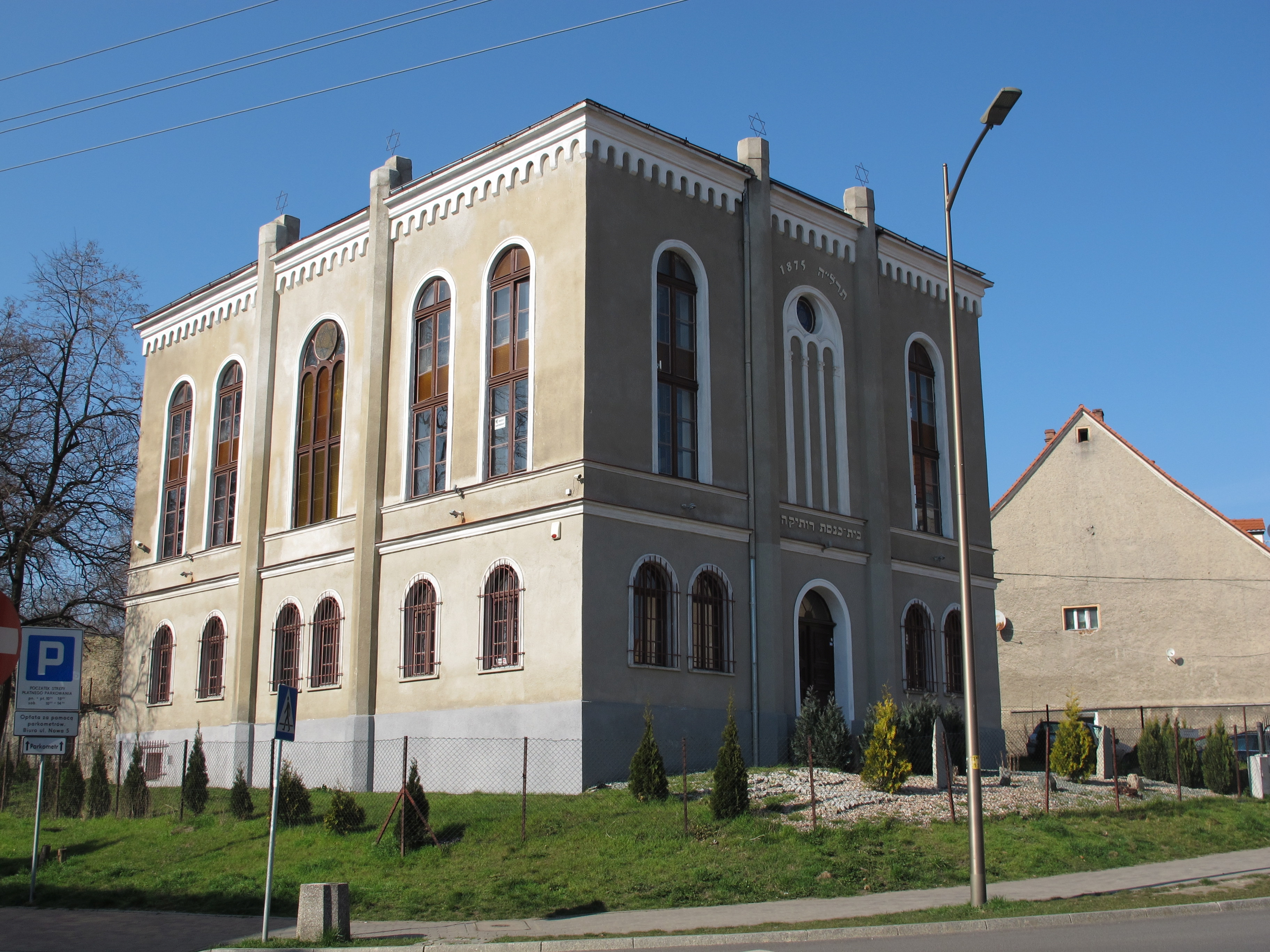
Synagoge in Dzierżoniów (2015)

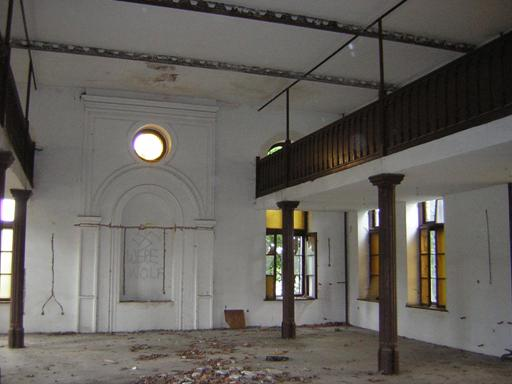
Innenansicht mit Frauenempore (2008)

Der Synagoge in Dzierżoniów (bis 1945 Reichenbach im Eulengebirge) in der Woiwodschaft Niederschlesien in Polen, wurde 1874/75 errichtet. Die profanierte Synagoge in der Krasicki-Straße 28 ist seit 1994 ein geschütztes Kulturdenkmal.

## Geschichte
„1937 wurde die Synagoge von Dzierżoniów in einer Versteigerung an den hiesigen Gärtner Konrad Springer verkauft, der außerdem der Besitzer des jüdischen Friedhofs wurde. Im Juni 1945 übergab Springer das Gebäude dem Woiwodschaft-Komitee der Polnischen Juden in Dzierżoniów und von dieser Zeit an diente es der jüdischen Gemeinde in seiner alten Funktion.
In den Jahren 1968–1980 fanden Gottesdienste hier nur unregelmäßig statt. Zu Beginn der 1980er Jahre entstand, auf die Initiative der in Dzierżoniów lebenden Juden und der Mitglieder des Vereins der Freunde von Dzierżoniów hin, unter der Schirmherrschaft des Stadtrats von Dzierżoniów, die Idee, das Gebäude zu einem Museum für die Region Dzierżoniów umzufunktionieren. Die Generalüberholung der Synagoge fand in den Jahren 1986–1990 statt, man passte das Gebäude an die Bedürfnisse des Museums an, aber die Renovierungsarbeiten wurden später eingestellt. Ende der 1990er Jahre ging die Synagoge in das Eigentum der Jüdischen Gemeinde in Wrocław (Breslau) über. Da die Renovierungs- und Sicherungsarbeiten aufgegeben wurden, verschlechterte sich der Zustand des Gebäudes allmählich. Im Januar 2007 wurde die Stiftung Beiteinu Chaj neuer Besitzer des Gebäudes...“ (aus Virtuelles Schtetl, siehe weblinks)